# Bur Nikulam
Bur Nikulam är ett berg i Indonesien.   Det ligger i provinsen Aceh, i den västra delen av landet, 1 600 km nordväst om huvudstaden Jakarta. Toppen på Bur Nikulam är 771 meter över havet.
Terrängen runt Bur Nikulam är kuperad åt sydost, men åt nordväst är den bergig. Trakten runt Bur Nikulam är nära nog obefolkad, med mindre än två invånare per kvadratkilometer. I omgivningarna runt Bur Nikulam växer i huvudsak städsegrön lövskog.